# José Augusto Torres
José Torres, all'anagrafe José Augusto da Costa Séneca Torres (ʒuˈzɛ ˈtoʁɨʃ; Santarém, 8 settembre 1938 – Lisbona, 3 settembre 2010), è stato un calciatore e allenatore di calcio portoghese, di ruolo attaccante.

## Carriera

### Giocatore
Ha militato per molti anni nel Benfica, vincendo anche due Coppe dei Campioni.

### Allenatore
Ha allenato il Portogallo tra il 1984 ed il 1986.

## Palmarès

### Giocatore

#### Club
Competizioni Nazionali
- Campionato portoghese: 9

Benfica: 1959-1960, 1960-1961, 1962-1963, 1963-1964, 1964-1965, 1966-1967, 1967-1968, 1968-1969, 1970-1971
- Coppa di Portogallo: 4

Benfica: 1961-1962, 1963-1964, 1968-1969, 1969-1970
Competizioni Internazionali
- Coppa dei Campioni: 2

Benfica: 1960-1961, 1961-1962

#### Individuale
- Capocannoniere della Primeira Divisão: 1

1962-1963 (26 gol)
- Capocannoniere della Coppa dei Campioni: 1

1964-1965 (9 gol a pari merito con Eusébio)